# Jatropha baumii
Jatropha baumii är en törelväxtart som beskrevs av Ferdinand Albin Pax. Jatropha baumii ingår i släktet Jatropha och familjen törelväxter. Inga underarter finns listade i Catalogue of Life.